# 国立科学アカデミー・レオポルディーナ
国立科学アカデミー・レオポルディーナ (こくりつかがくアカデミー・レオポルディーナ、ドイツ語名：Nationale Akademie der Wissenschaften Leopoldina、英語名：National Academy of Sciences Leopoldina) は、ドイツの国立アカデミー (学術団体) である。
歴史的には2007年に国立となるまで、「ドイツ自然科学アカデミー・レオポルディーナ」(ドイツ語名：Deutsche Akademie der Naturforscher Leopoldina) として知られていた。
ドイツ、ザクセン＝アンハルト州のハレにあり、創立は1652年で、現存する世界最古の学会

であるとしている。 

## 歴史

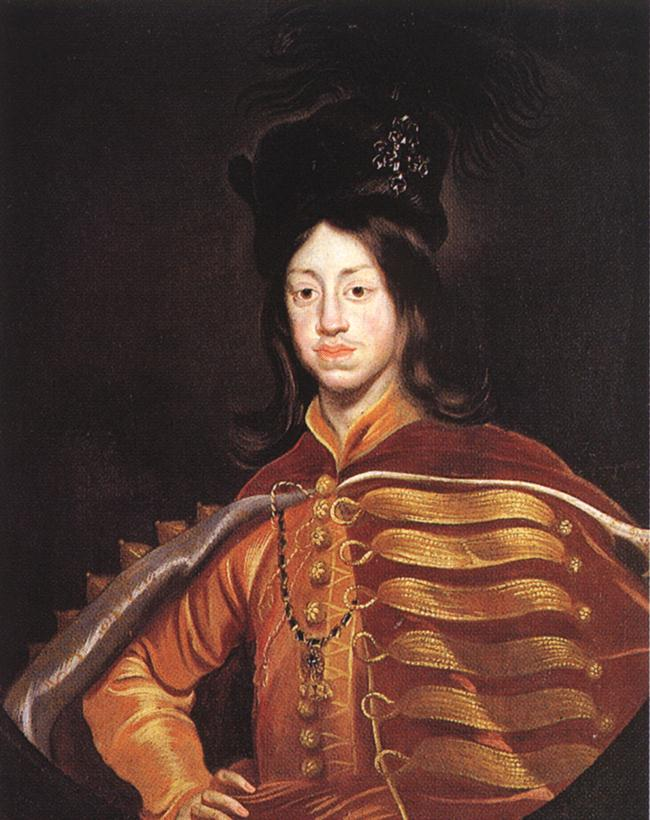
レオポルト1世

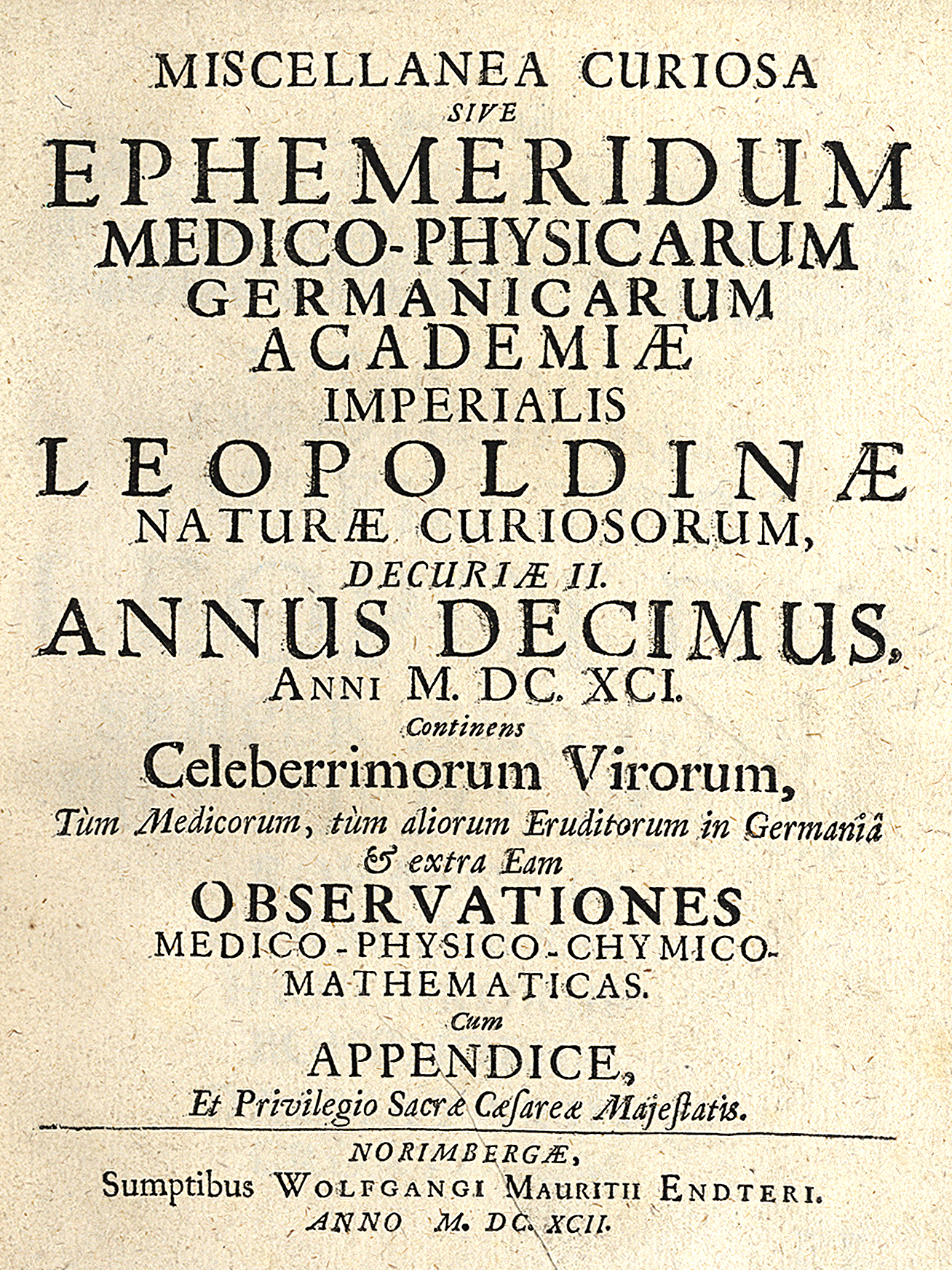
Miscellanea Curiosa (1692)

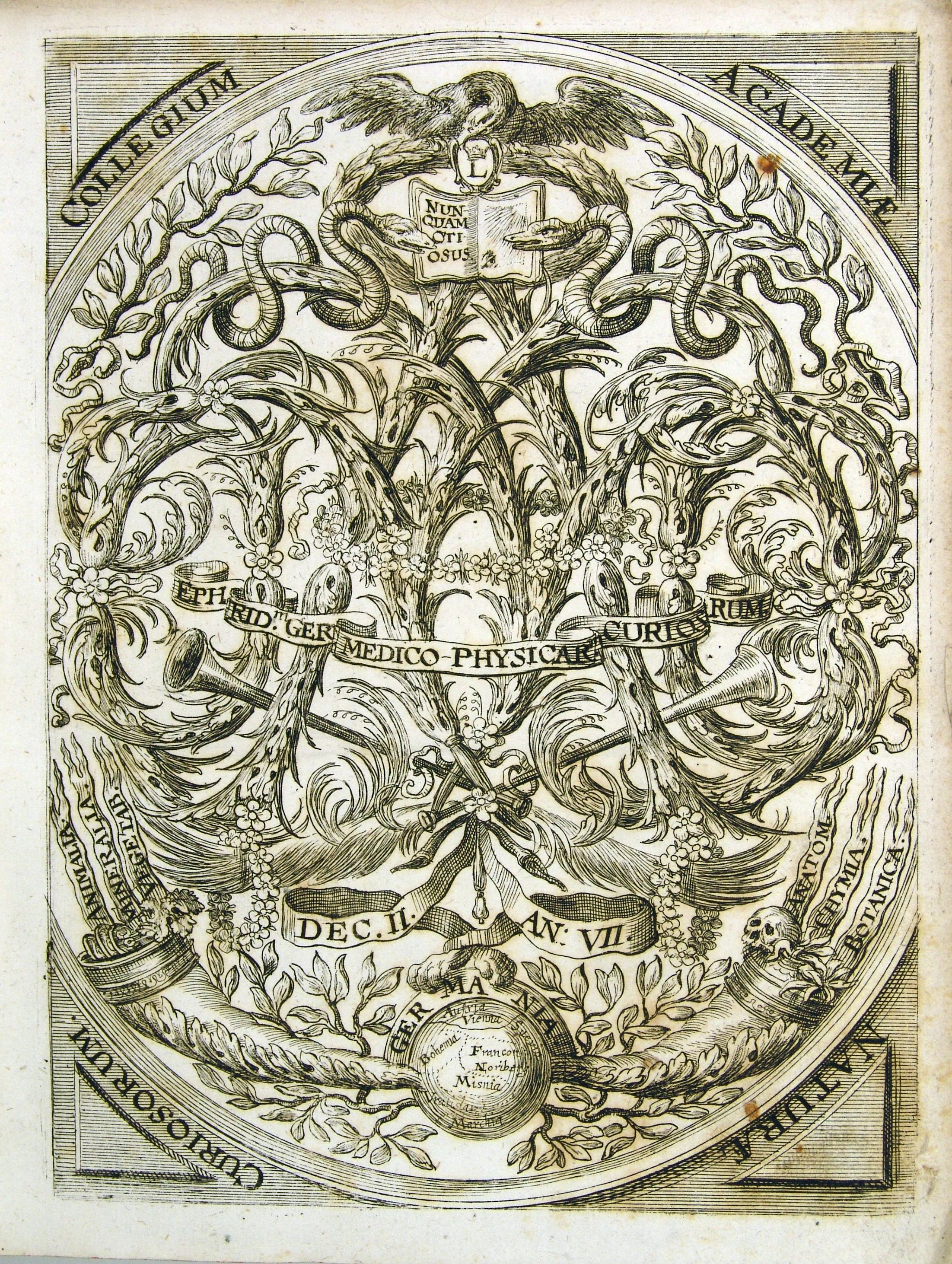
Miscellanea Curiosa　口絵(1688)

会は1652年にシュヴァインフルトでラテン語名「Academia Naturae Curiosorum」として創立された
。創立メンバーは何れも内科医で、初代会長のヨハン・ラウレンティウス・バウシュ (Johann Laurentius Bausch)、ヨハン・ミヒャエル・フェール (Johann Michael Fehr)、ゲオルク・バルタザール・メッツガー(Georg Balthasar Metzger)、ゲオルク・バルタザール・ヴォールファールト(Georg Balthasar Wohlfarth) の4名である。
会は1670年に「Ephermeriden」と「Miscellanea Curiosa」の出版を開始した。前者は最も古い科学ジャーナルの一つであり、後者は医学と植物学・生理学など自然哲学に関連する分野に特に強く焦点を当てるものであった。
1677年、神聖ローマ帝国のレオポルト1世は会の活動を認め、1687年に会の名称を「レオポルディーナ」(Leopoldina)とした。
会は当初通信によって運営され、会長が仕事をしている場所が会の所在地であった。1878年までは固定の所在地はなく、1924年まで定例会議は開催されなかった。
1933年、アドルフ・ヒトラーがドイツの首相になると、会はユダヤ人会員の除名を始めた。アルベルト・アインシュタインはその後1938年まで続く70名を超える除名者の最初の一人である。彼らの内の8名はナチスによって殺害された。
第二次世界大戦が終わると、ハレは東ドイツの都市となり、したがって会の建物もその一部となった。共産党政権は再三にわたって会の国有化を試みたが、会は抵抗を続け、ドイツ全体のための機関としてあり続けた。ドイツ再統一後の1991年、会は非営利団体として認可され、ドイツ政府とザクセン＝アンハルト州政府が共同で出資を行った。
2007年11月、連邦教育・研究相のアンネッテ・シャーヴァンは、レオポルディーナの「国立科学アカデミー」(ドイツ語名：Nationale Akademie der Wissenschaften)への改名を発表し、「レオポルディーナはその国際的威信によって、ドイツを世界のアカデミーの中心にすることを運命づけられている。」と述べた。ドイツの科学アカデミーとして、イギリスの王立協会やアメリカ合衆国の米国科学アカデミーと同様、機関としての非常に大きな権限と責任が付与されている。

## 活動

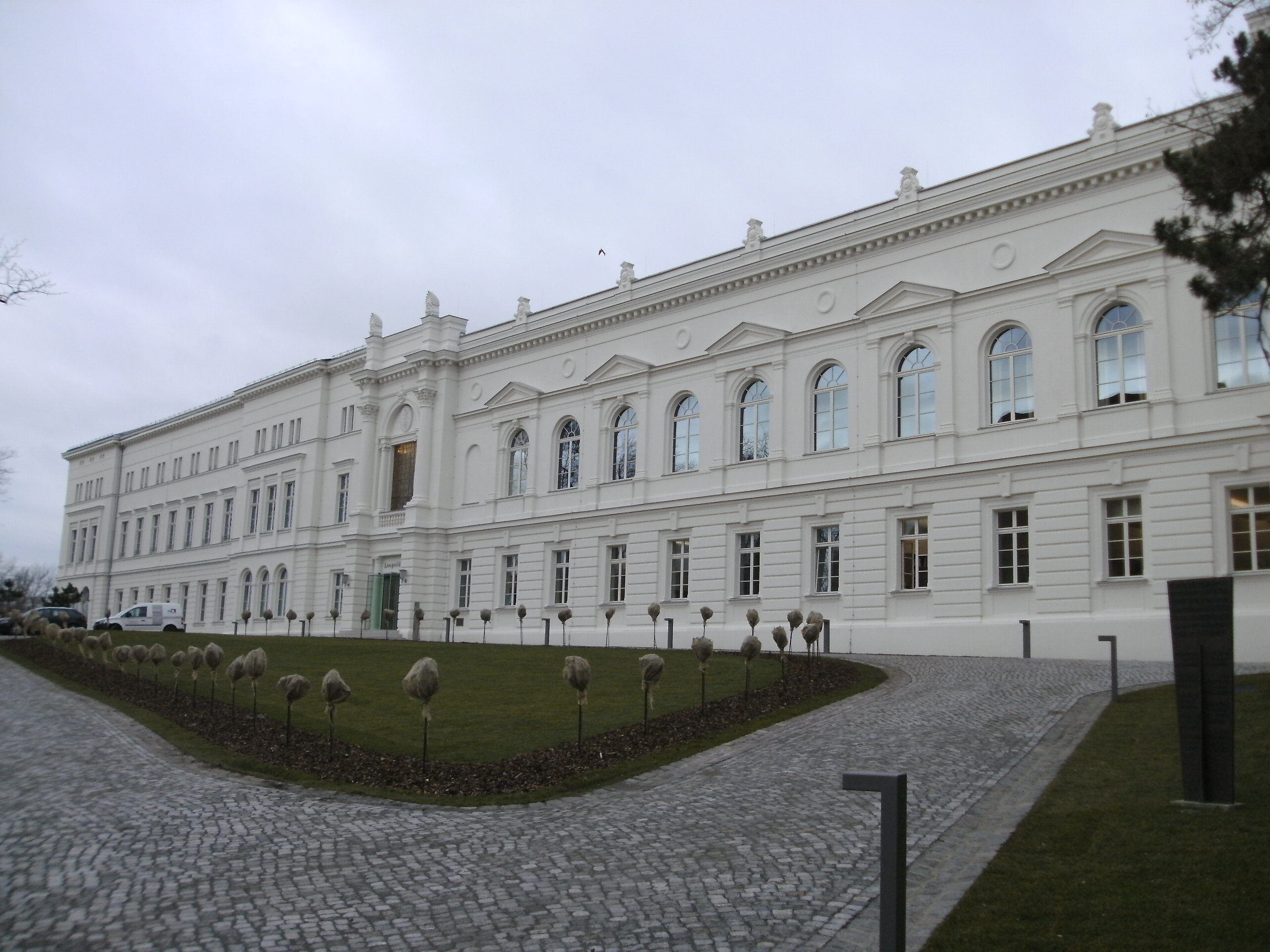
Leopoldina

会はドイツにおいて最初で最高の学術機関であり、国内外の協力を通じ、伝統に従って科学を促進することを目的としている。中心的な任務は、現在の科学的および科学政策的な問題について政治や社会、経済界に助言することにある。ドイツ政府に対しては、例えば気候変動など様々な科学的事項についての提言を行っており、新型コロナウイルス流行の際は、厳しく実施した日常生活への制限をどのように緩和していくかに関して複数の報告を行い、それを基礎に政府が緩和策を講じている。
会は会議や講演を開催し、「Nova Acta Leopoldina」のタイトルで「Ephemeriden」の発行も継続している。様々なメダルや賞の授与を行い、補助金・奨学金を提供し、また新会員の選出を行っている。会はライブラリと資料館を備えている。会の歴史について調査を行い、「Acta Historica Leopoldina」を出版している。

## 表彰
フェローとは別に下記の通り様々な表彰が行われる。
- 名誉会員 (honorary membership)
- コテニウス・メダル (Cothenius Medal、1792年から)
- カルス・メダル (Carus Medal、1896年から)
- シュライデン メダル (Schleiden Medal、1955年から)
- グレゴール・メンデル・メダル (1965年グレゴール・ヨハン・メンデルを記念して創設)
- ダーウィン・バッジ (Darwin Badge、「種の起源」発行100周年を記念して1959年に一度だけ表彰)
- レオポルディーナ賞 (Leopoldina Prize for Junior Scientists)
- ゲオルク・ウシューマン賞 (Georg Uschmann Prize for History of Science)
- レオポルディーナ研究賞 (Leopoldina Research Prize、2001年コメルツ銀行財団の基金により創設)
- ティーメ賞 (Thieme Prize of the Leopoldina for Medicine)
- メリット賞 (Medal of Merit、特別な場合に幹部会により表彰される。)

## 会員

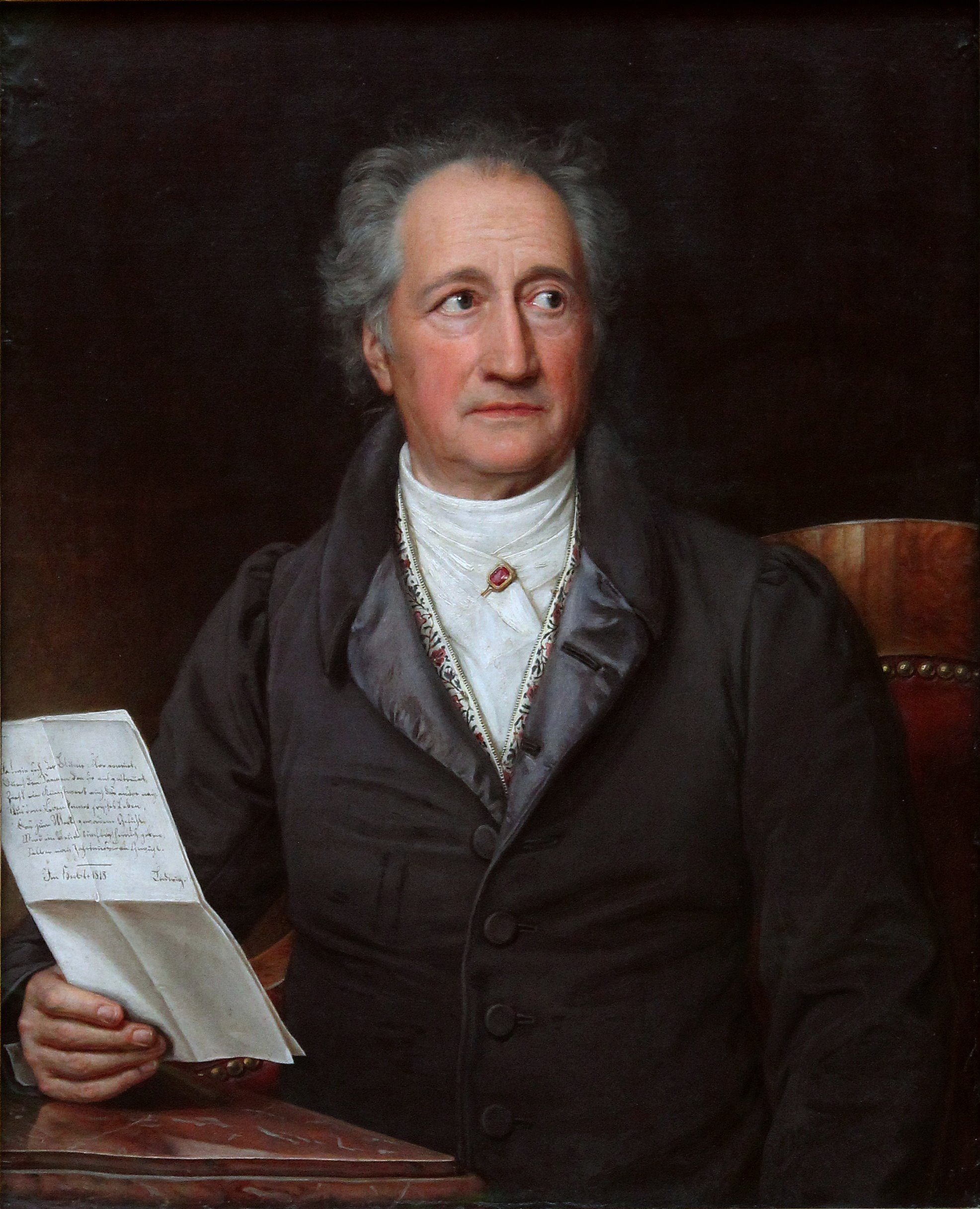
ヨハン・ヴォルフガング・フォン・ゲーテ
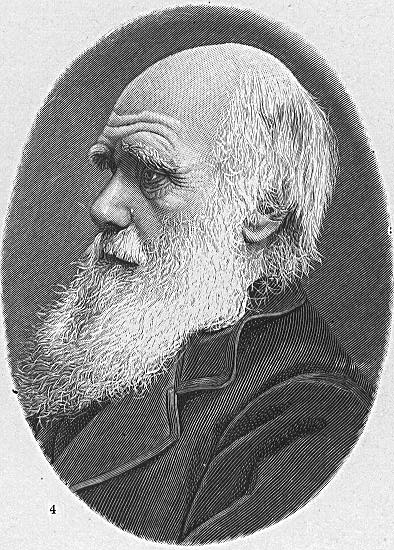
チャールズ・ダーウィン
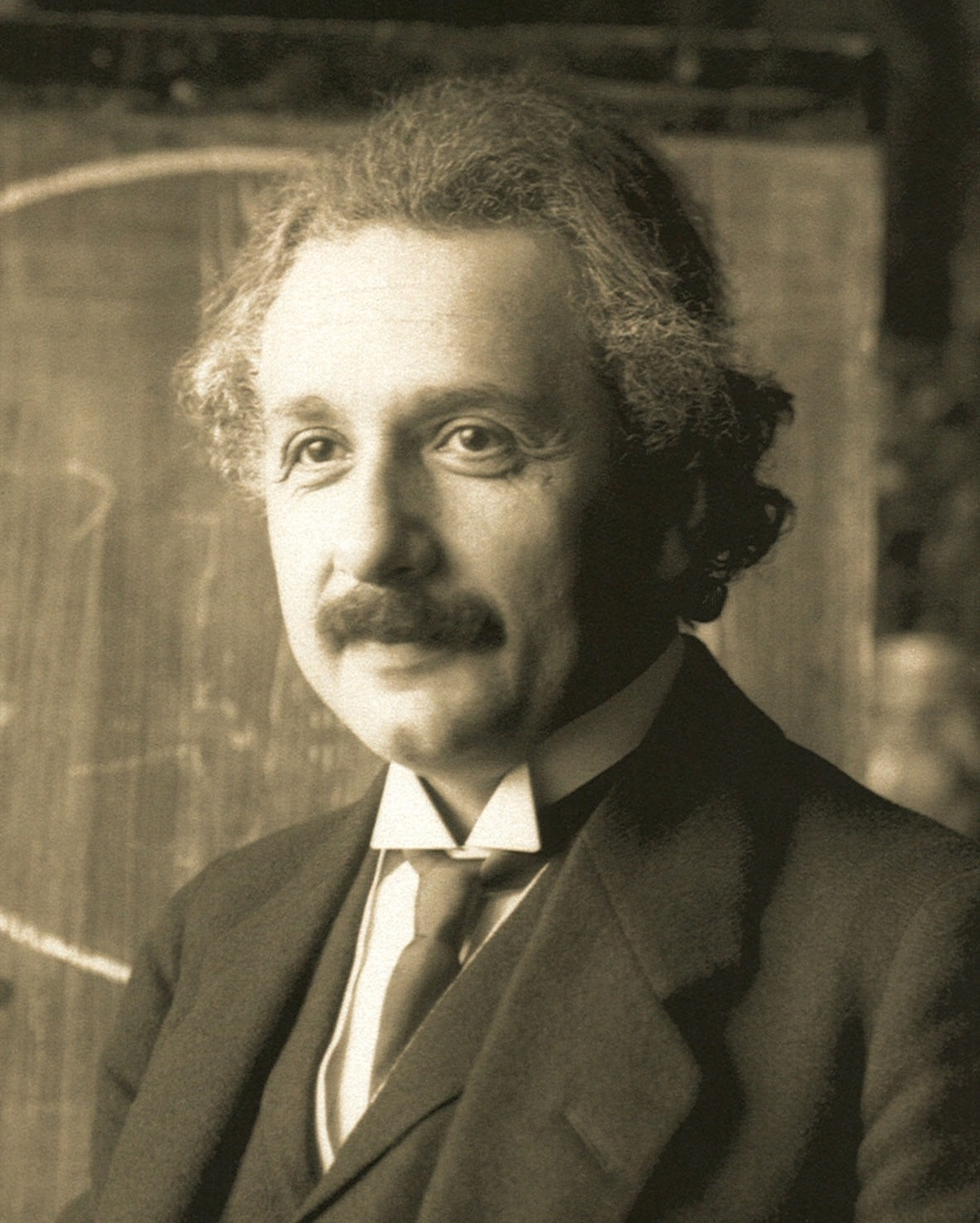
アルベルト・アインシュタイン

会員の4分の3はドイツ語圏 (ドイツ、オーストリア、スイス) からで、4分の1がその他の約30の国から参加している。レオポルディーナ会員への選出は、ドイツの機関による表彰の中で最も学術的に栄誉なことである。2015年の時点でノーベル賞受賞者の内174名がレオポルディーナのフェローである
。
著名なフェローは下記の通りである。
- クリスチャン・ルートヴィヒ・ブレーム (Christian Ludwig Brehm、1787-1864)
- チャールズ・ダーウィン (Charles Darwin、1809-1882)
- アルベルト・アインシュタイン (Albert Einstein、1879-1955、ユダヤ人ということで1933年に除名)
- ゲルハルト・エルトル (Gerhard Ertl、1936-)
- ヨハン・ヴォルフガング・フォン・ゲーテ (Johann Wolfgang von Goethe、1749-1832)
- オットー・ハーン (Otto Hahn、1879-1968)
- テオドール・ヘンシュ (Theodor W. Hänsch、1941-)
- ヴィルヘルム・オストヴァルト (Wilhelm Ostwald、1853-1932)
- マックス・プランク (Max Planck、1858-1947)
- アーネスト・ラザフォード (Ernest Rutherford、1871-1937)
- ヨハネス・ユストゥス・ライン (1880年より会員)

## 会長
歴代会長は下記の通りである。

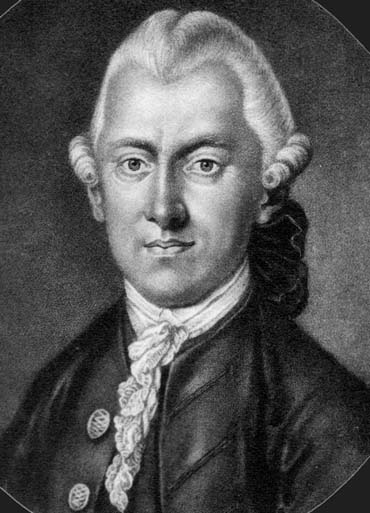
ヨハン・クリスチアン・フォン・シュレーバー、在位1791-1810

- 1652–1665　ヨハン・ローレンツ・バウシュ(Johann Lorenz Bausch)
- 1666–1686　ヨハン・ミヒャエル・フェール (Johann Michael Fehr)
- 1686–1693　ヨハン・ゲオルグ・ヴォルカメル (Johann Georg Volckamer)
- 1693–1730　ルーカス・シュロック (Lukas Schröck)
- 1730–1735　ヨハン・ヤコブ・バイエル (Johann Jakob Baier)
- 1735–1769　アンドレアス・エリアス・ブフナー (Andreas Elias Büchner)
- 1770–1788　フェルディナント・ヤコブ・バイエル (Ferdinand Jakob Baier)
- 1788–1791　ハインリッヒ・フリードリヒ・ディーリアス (Heinrich Friedrich Delius)
- 1791–1810　ヨハン・クリスチアン・フォン・シュレーバー (Johann Christian Daniel von Schreber)
- 1811–1818　フリードリヒ・フォン・ウェント (Friedrich von Wendt)
- 1818–1858　クリスティアン・ゴットフリート・ダニエル・ネース・フォン・エーゼンベック (Christian Gottfried Daniel Nees von Esenbeck)
- 1858–1862　ディートリッヒ・ゲオルク・キエセル (Dietrich Georg Kieser)
- 1862–1869　カール・グスタフ・カルス (Carl Gustav Carus)
- 1870–1878　ヴィルヘルム・フリードリヒ・ベイン (Wilhelm Friedrich Behn)
- 1878–1895　ヘルマン・クノーブラウホ (Hermann Knoblauch)
- 1895–1906　カール・フォン・フリッシュ (Karl von Fritsch)
- 1906–1921　アルベルト・ワンゲリン (Albert Wangerin)
- 1921–1924　アウグスト・ガッツメル (August Gutzmer)
- 1924–1931　ヨハネス・ヴァルター (Johannes Walther)
- 1932–1950　エミール・アブデルハルデン (Emil Abderhalden)
- 1952–1953　オットー・シュリューター (Otto Schlüter)
- 1954–1974　クルト・モーテス (Kurt Mothes)
- 1974–1990　ハインツ・ベートゲ (Heinz Bethge)
- 1990–2003　ベノ・パルティエル (Benno Parthier)
- 2003–2010　ヴォルカー・テル・メウレン (Volker ter Meulen)
- 2010–present　イエルク・ハッカー (Jörg Hacker)